# Grégoire Jagot
Grégoire Marie Jagot, né le 21 mai 1750 à Nantua (Bugey, actuel Ain), mort le 22 janvier 1838 à Toul (Meurthe-et-Moselle), est un homme politique de la Révolution française.

## Biographie
Il est le fils de Jean-Baptiste Jagot (1709-1791), marchand drapier, fermier du prieur, contrôleur du grenier à sel, et de Marie Béatrix (1711-1769).

### Mandat à la Législative
En septembre 1791, alors qu'il est juge de paix à Nantua, Grégoire-Marie Jagot est élu député du département de l'Ain, le cinquième sur six à l'Assemblée nationale législative. En mars 1792, il vote en faveur de la mise en accusation de Bertrand de Molleville, le ministre de la Marine. En avril, il vote pour que les soldats du régiment de Châteauvieux, qui s'étaient mutinés lors de l'affaire de Nancy, soient admis aux honneurs de la séance. En août, il vote en faveur de la mise en accusation du marquis de La Fayette. 
La monarchie française prend fin à l'issue de la journée du 10 août 1792, au terme de laquelle les insurgés des faubourgs de Paris et les bataillons de fédérés bretons et marseillais. 

### Mandat à la Convention
En septembre de la même année, Jagot est réélu député de l'Ain, le quatrième sur six, à la Convention nationale, où il siège sur les bancs de la Montagne.  
Dès le mois de novembre, il est envoyé en mission en Savoie pour y organiser les institutions du département du Mont-Blanc, aux côtés de ses collègues Henri Grégoire, Marie-Jean Hérault de Séchelles, et Philibert Simond. Tous les quatre sont « absents par commission » au procès de Louis XVI. Le 13 janvier 1793, ils rédigent une lettre à la Convention dans laquelle ils s'expriment « pour la condamnation de Louis par la Convention nationale, sans appel au peuple ». Le même jour, ils écrivent au député du Lot Jean-Bon Saint-André pour lui assurer qu'ils sont « pour la mort de Louis, sans appel au peuple », lettre publiée dans le journal Le Créole Patriote. Le 3 février, ils écrivent une lettre à Georges-Jacques Danton pour lui confier « le net refroidissement de la population savoyarde à l'égard de la Révolution ».  
En avril 1793, Jagot est absent lors du scrutin sur la mise en accusation de Jean-Paul Marat. En mai, il vote contre le rétablissement de la Commission des Douze. En juillet, il est élu membre du Comité de Division, puis membre du Comité de Guerre en août. En vendémiaire an II (octobre 1793), il entre au Comité de Sûreté générale aux côtés de Barbeau-Dubarran, Lalloy et Louis « du Bas-Rhin » où il prend une part active dans la conspiration des prisons.
Après la chute de Robespierre, Jagot est exclu du Comité de Sûreté générale. Il est effet dénoncé par son collègue de l'Ain Jean-Marie-François Merlino : « mon département gémit sous l'oppression la plus tyrannique qu'y exercent des hébertistes et des robespierristes, puissamment soutenus par Jagot ». 
Après l'insurrection du 1er prairial an III (20 mai 1795), Jagot est décrété d'arrestation ainsi que les autres anciens membres des Comités de Salut public et de Sûreté générale. Il est libéré à la faveur de l'amnistie votée à la séparation de la Convention.
Après le 18 brumaire an VIII (9 novembre 1799), il se retira à Toul, où il vécut jusqu’à sa mort.